# Årslev Kommune
Årslev Kommune i Fyns Amt blev dannet ved kommunalreformen i 1970. Ved strukturreformen i 2007 indgik den i Faaborg-Midtfyn Kommune sammen med Broby Kommune, Faaborg Kommune, Ringe Kommune og Ryslinge Kommune.

## Tidligere kommuner
Årslev Kommune blev dannet inden kommunalreformen ved frivillig sammenlægning af 4 sognekommuner:
| Kommune        | Folketal september 1965 | Byer           |
| -------------- | ----------------------- | -------------- |
| Nørre Lyndelse | 1.777                   | Nørre Lyndelse |
| Nørre Søby     | 823                     | Nørre Søby     |
| Sønder Nærå    | 1.507                   | Tarup          |
| Årslev         | 1.012                   | Årslev         |
| I alt          | 5.119                   |                |

Efter planen skulle Højby med 970 indbyggere og byen Højby, der nu er en bydel i Odense, også med i Årslev Kommune, men den endte med at komme til Odense Kommune.
Ved selve kommunalreformen kom endnu en sognekommune med i Årslev Kommune: 
| Kommune | Folketal 1. januar 1970 | Byer                  |
| ------- | ----------------------- | --------------------- |
| Årslev  | 7.058                   |                       |
| Rolsted | 1.511                   | Ferritslev og Rolsted |
| I alt   | 8.569                   |                       |

## Sogne
Årslev Kommune bestod af følgende sogne, alle fra Åsum Herred undtagen Årslev, der hørte til Vindinge Herred:
- Nørre Lyndelse Sogn
- Nørre Søby Sogn
- Rolsted Sogn
- Sønder Nærå Sogn
- Årslev Sogn

## Borgmestre[4]
| Periode   | Navn               | Parti             |
| --------- | ------------------ | ----------------- |
| 1970-1973 | Frode Christensen  | Radikale Venstre  |
| 1973-1978 | Svend Krag Jensen  | Venstre           |
| 1978-1987 | Erling Christensen | Socialdemokratiet |
| 1987-1998 | Knud Knudsen       | Socialdemokratiet |
| 1998-2006 | Hans Jørgensen     | Socialdemokratiet |